# Castrocontrigo
Castrocontrigo és un municipi de la província de Lleó, a la comunitat autònoma de Castella i Lleó. Forma part de la comarca de Tierra de la Bañeza, dins la subcomarca de la Valdería i dona accés a la comarca de La Cabrera.

## Pobles
- Castrocontrigo
- Morla de la Valdería
- Torneros de la Valdería
- Nogarejas
- Pinilla de la Valdería
- Pobladura de Yuso

## Demografia
| 1991 | 1996 | 2001 | 2004 |
| ---- | ---- | ---- | ---- |
| 1478 | 1209 | 1114 | 1075 |